# فهرست شخصیت‌های شرک
این عنوان، فهرستی از شخصیت‌های ظاهرشده در فرنچایز شرک و اسپین‌آف‌های آن است.

## بازیگران و شخصیت‌ها
| شخصیت                 | فیلم‌های اصلی                             | فیلم‌های اصلی                            | فیلم‌های اصلی    | فیلم‌های اصلی                      | فیلم‌های کوتاه                            | فیلم‌های کوتاه        | فیلم‌های کوتاه            | فیلم‌های کوتاه | فیلم‌های کوتاه       | فیلم‌های کوتاه          | جاذبه‌ها              | ویژه‌های تلویزیونی | ویژه‌های تلویزیونی | فیلم‌های اسپین‌آف  | فیلم‌های اسپین‌آف          | مجموعه‌های تلویزیونی   |  |
| شخصیت                 | شرک                                      | شرک ۲                                   | شرک ۳           | شرک برای همیشه                    | پارتی رقص کارائوکه شرک در مرداب          | آیدل بسیار بسیار دور | کریسمس شرک‌تاکیولار دانکی | شب مهیج       | گریان گرگینه‌ای خوک  | گربه چکمه‌پوش: سه وروجک | شرک: روح لرد فارکواد | شرک در کریسمس     | شرک در هالووین    | گربه چکمه‌پوش     | گربه چکمه‌پوش: آخرین آرزو | ماجراهای گربه چکمه‌پوش |  |
| --------------------- | ---------------------------------------- | --------------------------------------- | --------------- | --------------------------------- | ---------------------------------------- | -------------------- | ------------------------ | ------------- | ------------------- | ---------------------- | -------------------- | ----------------- | ----------------- | ---------------- | ------------------------ | --------------------- |  |
| شرک                   | مایک مایرز                               | مایک مایرز                              | مایک مایرز      | مایک مایرز                        | مایک مایرز                               | مایک مایرزمایکل گوف  | مایک مایرز               | مایکل گوف     |                     |                        | مایک مایرز           | مایک مایرز        | مایک مایرز        |                  | کامئوی بی‌صدا             |                       |  |
| پرنسس فیونا           | کامرون دیاز                              | کامرون دیاز                             | کامرون دیاز     | کامرون دیاز                       | کامرون دیاز                              | کامرون دیاز          | کامرون دیاز              | هالی فیلدز    |                     |                        | کامرون دیاز          | کامرون دیاز       | کامرون دیاز       |                  |                          |                       |  |
| خر                    | ادی مورفی                                | ادی مورفی                               | ادی مورفی       | ادی مورفی                         | ادی مورفی                                | ادی مورفی            | ادی مورفی                | دین ادواردز   |                     |                        | ادی مورفی            | ادی مورفی         | دین ادواردز       |                  | کامئوی بی‌صدا             |                       |  |
| گربه چکمه‌پوش          |                                          | آنتونیو باندراس                         | آنتونیو باندراس | آنتونیو باندراس                   |                                          | آنتونیو باندراس      | آنتونیو باندراس          | آندره سویوتزو |                     | آنتونیو باندراس        |                      | آنتونیو باندراس   | آنتونیو باندراس   | آنتونیو باندراس  | آنتونیو باندراس          | اریک بائوزا           |  |
| جینجربردمن            | کنراد ورنن                               | کنراد ورنن                              | کنراد ورنن      | کنراد ورنن                        | کنراد ورنن                               | کنراد ورنن           | کنراد ورنن               | کنراد ورنن    |                     |                        | کنراد ورنن           | کنراد ورنن        | کنراد ورنن        |                  | کنراد ورنن               |                       |  |
| پینوکیو               | کودی کامرن                               | کودی کامرن                              | کودی کامرن      | کودی کامرن                        | کودی کامرن                               | کودی کامرن           | کودی کامرن               | کودی کامرن    |                     |                        | کودی کامرن           | کودی کامرن        | کودی کامرن        |                  | کودی کامرن               |                       |  |
| سه خوک کوچولو         | کودی کامرن                               | کودی کامرن                              | کودی کامرن      | کودی کامرن                        | کودی کامرن                               | کودی کامرن           | کودی کامرن               | کودی کامرن    | کودی کامرنشان بیشاپ |                        | کودی کامرن           | کودی کامرن        | کودی کامرن        |                  |                          |                       |  |
| بیگ بد ولف            | آرون وارنر                               | آرون وارنر                              | آرون وارنر      | آرون وارنر                        | آرون وارنر                               | آرون وارنر           | آرون وارنر               | بی‌صدا         | آرون وارنر          |                        | بی‌صدا                | آرون وارنر        | آرون وارنر        |                  |                          |                       |  |
| سه موش کور            | کریستوفر نایتزسایمون جی. اسمیتمایک مایرز | کریستوفر نایتز                          | کریستوفر نایتز  | کریستوفر نایتز                    | کریستوفر نایتزسایمون جی. اسمیتمایک مایرز | رندی کرنشاو          | کریستوفر نایتز           | بی‌صدا         |                     |                        | کریستوفر نایتز       | کریستوفر نایتز    | کریستوفر نایتز    |                  |                          |                       |  |
| آینه جادویی           | کریس میلر                                | کریس میلر                               |                 | کریس میلر                         | کریس میلر                                | کریس میلر            |                          |               |                     |                        | کریس میلر            |                   |                   |                  |                          |                       |  |
| لرد فارکواد           | جان لیسگو                                |                                         | جان لیتگو       | صحنهٔ پس از تیتراژ                 | جان لیتگو                                |                      |                          | شان بیشاپ     |                     |                        | جان لیتگو            |                   | کامئوی بی‌صدا      |                  |                          |                       |  |
| تلونیوس               | کریستوفر نایتز                           |                                         |                 | صحنهٔ پس از تیتراژ                 | کریستوفر نایتز                           |                      |                          | کامئو         |                     |                        | کریستوفر نایتز       |                   |                   |                  |                          |                       |  |
| رابین هود             | ونسان کسل                                |                                         |                 |                                   | —                                        |                      |                          | کامئو         |                     |                        |                      |                   |                   |                  |                          |                       |  |
| پدر ژپتو              | کریس میلر                                |                                         |                 | کریس میلر                         |                                          |                      |                          |               |                     |                        |                      |                   | شان بیشاپ         |                  | کامئوی بی‌صدا             |                       |  |
| بچه خرس               | بابی بلاک                                |                                         |                 |                                   | بی‌صدا                                    |                      |                          |               |                     |                        |                      |                   |                   |                  | سامسون کایو              |                       |  |
| پادشاه هارولد         |                                          | جان کلیز                                | جان کلیز        | جان کلیز                          |                                          |                      |                          | کامئوی بی‌صدا  |                     |                        |                      |                   |                   |                  |                          |                       |  |
| ملکه لیلیان           |                                          | جولی اندروز                             | جولی اندروز     | جولی اندروز                       |                                          |                      |                          | کامئوی بی‌صدا  |                     |                        |                      |                   |                   |                  |                          |                       |  |
| مادرخوانده پری        |                                          | جنیفر ساندرز                            | عکاسی           | صحنهٔ پس از تیتراژ                 |                                          |                      |                          | پینکی تورزو   |                     |                        |                      |                   |                   |                  |                          |                       |  |
| پرنس چارمینگ          |                                          | روپرت اورت                              | روپرت اورت      | صحنهٔ پس از تیتراژ                 |                                          | رندی کرنشاو          |                          | شان بیشاپ     |                     |                        |                      |                   | شان بیشاپ         |                  |                          |                       |  |
| کاپیتان هوک           |                                          | تام ویتسنیک کیو                         | ایان مک‌شین      | کامئوی بی‌صدا                      |                                          | مت ماهافی            |                          | مت ماهافی     |                     |                        |                      |                   |                   |                  |                          |                       |  |
| دوریس                 |                                          | لری کینگ (آمریکا)جاناتان راس (بریتانیا) | لری کینگ        | لری کینگ                          |                                          | لری کینگ             |                          |               |                     |                        |                      |                   |                   |                  |                          |                       |  |
| مافین مَن              |                                          | کنراد ورنن                              | کنراد ورنن      | کنراد ورنن                        |                                          |                      |                          |               |                     |                        |                      |                   | کنراد ورنن        |                  |                          |                       |  |
| مونگو                 |                                          | کنراد ورنن                              |                 |                                   |                                          |                      |                          | کنراد ورنن    |                     |                        |                      |                   |                   |                  |                          |                       |  |
| جیل                   |                                          | لطیفه اوائو                             |                 |                                   |                                          |                      |                          |               | کامئوی بی‌صدا        |                        |                      |                   |                   | ایمی سداریس      |                          |                       |  |
| پادشاه آرتور پن‌دراگون |                                          |                                         | جاستین تیمبرلیک | صحنهٔ حذف‌شده                       |                                          |                      |                          |               |                     |                        |                      |                   |                   |                  |                          |                       |  |
| مرلین                 |                                          |                                         | اریک آیدل       |                                   |                                          |                      |                          |               |                     |                        |                      |                   |                   |                  |                          |                       |  |
| سفیدبرفی              | کامئوی بی‌صدا                             |                                         | ایمی پولر       | کامئوی بی‌صدا در صحنهٔ پس از تیتراژ |                                          |                      |                          |               |                     |                        |                      |                   |                   |                  |                          |                       |  |
| سیندرلا               | کامئو                                    |                                         | امی سداریس      | صحنهٔ پس از تیتراژ                 |                                          |                      |                          |               |                     |                        |                      |                   |                   |                  |                          |                       |  |
| زیبای خفته            |                                          | کامئو                                   | چری اوتری       | صحنهٔ پس از تیتراژ                 |                                          |                      |                          |               |                     |                        |                      |                   |                   |                  |                          |                       |  |
| میبل                  |                                          |                                         | ریجیس فیلبین    | ریجیس فیلبین                      |                                          |                      |                          |               |                     |                        |                      |                   |                   |                  |                          |                       |  |
| رامپل‌استیلت‌اسکین      |                                          |                                         | کنراد ورنن      | والت دورن                         |                                          |                      | والت دورن                | والت دورن     |                     |                        |                      |                   |                   |                  |                          |                       |  |
| بروگان                |                                          |                                         |                 | جان هم                            |                                          |                      | جان هم                   |               |                     |                        |                      |                   |                   |                  |                          |                       |  |
| کوکی                  |                                          |                                         |                 | کریگ رابینسون                     |                                          |                      | کریگ رابینسون            |               |                     |                        |                      |                   |                   |                  |                          |                       |  |
| گرچد                  |                                          |                                         |                 | جین لینچ                          |                                          |                      | جین لینچ                 |               |                     |                        |                      |                   |                   |                  |                          |                       |  |
| پاید پیپر             | کامئوی بی‌صدا                             |                                         |                 | جرمی استیگ                        |                                          |                      | جرمی استیگ               | جرمی استیگ    |                     |                        |                      |                   |                   |                  |                          |                       |  |
| باترپنتز              |                                          |                                         |                 | مایک میچل                         |                                          |                      |                          | کامئوی بی‌صدا  |                     |                        |                      |                   |                   |                  |                          |                       |  |
| کیتی سافت‌پاوز         |                                          |                                         |                 |                                   |                                          |                      |                          |               |                     |                        |                      |                   |                   | سلما هایک        | سلما هایک                |                       |  |
| هامپتی دامپتی         |                                          |                                         |                 |                                   |                                          |                      |                          |               |                     |                        | مجسمه                |                   |                   | زک گالیفیناکیس   |                          |                       |  |
| جک                    |                                          |                                         |                 |                                   |                                          |                      |                          |               | کامئوی بی‌صدا        |                        |                      |                   |                   | بیلی باب تورنتون |                          |                       |  |
| ایملدا                |                                          |                                         |                 |                                   |                                          |                      |                          |               |                     |                        |                      |                   |                   | کنستانس ماری     | کامئوی بی‌صدا             |                       |  |
| گربه اوه‌ه‌ه            |                                          |                                         |                 |                                   |                                          |                      |                          |               |                     |                        |                      |                   |                   | باب پرسیچتی      | باب پرسیچتی              |                       |  |
| پریتو                 |                                          |                                         |                 |                                   |                                          |                      |                          |               |                     |                        |                      |                   |                   |                  | هاروی گیلن               |                       |  |
| مرگ                   |                                          |                                         |                 |                                   |                                          |                      |                          |               |                     |                        |                      |                   |                   |                  | واگنر مورا               |                       |  |
| «بیگ» جک هورنر        |                                          |                                         |                 |                                   |                                          |                      |                          |               |                     |                        |                      |                   |                   |                  | جان مولانی               |                       |  |
| گلدیلاکس              |                                          |                                         |                 |                                   |                                          |                      |                          |               |                     |                        |                      |                   |                   |                  | فلورنس پیوکیلی کرافورد   |                       |  |
| خرس پدر               |                                          |                                         |                 |                                   |                                          |                      |                          |               |                     |                        |                      |                   |                   |                  | ری وینستون               |                       |  |
| خرس مادر              |                                          |                                         |                 |                                   |                                          |                      |                          |               |                     |                        |                      |                   |                   |                  | الیویا کلمن              |                       |  |
| جیرجیرک سخنگو         |                                          |                                         |                 |                                   |                                          |                      |                          |               |                     |                        |                      |                   |                   |                  | کوین مک‌کان               |                       |  |
| ماما لونا             |                                          |                                         |                 |                                   |                                          |                      |                          |               |                     |                        |                      |                   |                   |                  | داواین جوی راندولف       |                       |  |

## شخصیت‌های اصلی

### شرک
شرک شخصیت اصلی فیلم است. او به این که یک دیو بزرگ سبز وحشتناک است می‌بالد. او یک شخص گوشه‌نشین منزوی است تا اینکه بهترین دوست خود (خر) را پیدا می‌کند. در معامله با لرد فارکواد او و الاغ در تلاش هستند که پرنسس فیونا را از قلعه‌ای که او در ان محبوس است نجات دهند. با وجود تفاوت‌های آن‌ها شرک و فیونا عاشق می‌شوند و در انتهای فیلم اول ازدواج می‌کنند و سه نوزاد دیو در فیلم سوم دارند. صدای شرک (نسخه اصلی) توسط مایک مایرز و صدای آواز خواندن توسط مایکل گاف خوانده شده‌است.

### خر
یک خر سخنگو بهترین دوست و همراه شرک و شخصیت دوم فیلم است. او پدر نوزادان خر واژدها (دبی، کوکو، باناناز، پینات، پارفیت و اکلر) و همسر اژدها است. صدای خر (نسخه اصلی) توسط ادی مورفی، ابراز شده‌است، مگر در شرک در هالووین که توسط دین ادواردز (دین ادواردز) ابراز شده‌است. او در هر ۴ فیلم شرک حضور دارد.

### پرنسس فیونا
پرنسس فیونا شاهزاده‌ای از شهر خیلی خیلی دور (Far Far Away) است، دختر شاه هارولد و ملکه لیلیان و همسر شرک در پایان فیلم اول است.. او شاهزاده‌ای زیباست که با غروب آفتاب به یک دیو مبدل می‌شود.. در پایان فیلم اول، طلسم او باطل می‌شود و او برای همیشه به شکل یک دیو در می‌آید وقتی که متوجه مشود شرک عشق واقعی اوست. صدای شاهزاده خانم فیونا (نسخه اصلی) توسط کامرون دیاز ابراز شده‌است و صدای آواز خواندن او توسط رنه سندز ارائه شده‌است. درابتدای فیلم اول، فیونا به عنوان یک انسان در آینه جادویی دیده می‌شود. او اول از شرک متنفر بود ولی با گذشت زمان عاشق او شد.

### گربه چکمه پوش
گربه چکمه پوش دوست شرک و فیونا و همراه آنها است. شخصیت گربه بر اساس نوعی تقلید مسخره آمیز از زورو است. او به لهجهٔ اسپانیایی صحبت می‌کند، معمولاً نوعی کلاه اسب دوانی روی سرش می‌گذاردو کمربندی با شمشیر، شنل سیاه کوچک و چکمه‌هایی کوچک می‌پوشد. گربه برای اولین بار در شرک ۲ به عنوان دشمن ظاهر می‌شود و در ادامه شرک را همراهی می‌کند؛ بسیار شبیه اژدها در اولین فیلم. او اغلب برای پیروز شدن بردشمنان؛ خود را به عنوان یک گربه ناز درمی‌آورد و آن‌ها را فریب می‌دهد. او همچنین رفتار گربه‌های عادی مانند بازی کردن با گلوله‌های توپ و تعقیب نقطه‌های نوررا از خود نمایش می‌دهد. صدای او در نسخه‌های انگلیسی، اسپانیایی و ایتالیایی فیلم، توسط آنتونیو باندراس (که قبلاً زورو را در دو فیلم به تصویر کشیده‌است) بیان شده‌است.
این شخصیت در فیلم گربه چکمه‌پوش ۲۰۱۱ برجسته شده و تمام وقت شخصیت گربه چکمه پوش توسط آنتونیو باندراس صداگذاری شده‌است.

## شخصیت های شرک 5

### رامپل‌استیلت‌اسکین
یک کلاهبردار شرور کوتاه قد است که بر اساس شخصیت افسانه ای به همین نام، معاملات جادویی را با قراردادها محکم می کند.

### نی‌نواز هاملین
پسری لال از داستان اصلی است. او برای مدت کوتاهی در باتلاق شرک به همراه بقیه شخصیت های داستان تبعید شده در نقش پسر جوانی ظاهر می شود که گروهی از موش ها را در حین نواختن فلوت را به خود جذب می کند. در Shrek Forever After، او به عنوان یک نوع لال و باهوش از ضدقهرمان معرفی می شود، زیرا او به عنوان نوعی مزدور برای کار معرفی می شود. بسته به روشی که او فلوت خود را فعال می کند، برخی از موجودات یا برخی دیگر با صدای موسیقی می رقصند و قادر به کنترل حرکات خود نیستند. در پایان فیلم دیده می شود که او رامپلستیلتسکین را مجبور می کند تا با موسیقی او برقصد.

### دیگر شخصیت ها
بروگن : رهبر ارتش در برابر رامپلستیلتسکین است.
کوکی : مسئول آشپزی در ارتش در برابر رامپلستیلتسکینگ است.
گرچد : یکی از اعضای ارتش در برابر رامپلستیلتسکین است.
جادوگران : آنها برای Rumpelstiltskin کار می کنند. آنها ظاهراً از جادوگر شریر غرب از فیلم جادوگر شهر اوز در سال 1939 الهام گرفته اند، زیرا پوست سبزی دارند و می توانند توسط آب کشته شوند.

## شخصیت‌های منفی اصلی

### لرد فارکواد
لرد فارکواد حاکمی کوتاه قد و فرمانروایی ظالم در قلعهٔ بزرگش در دولاک (Duloc) است. او شخصیت منفی اصلی در فیلم اول است. شخصیت او (نسخه اصلی) توسط جان لیسگو صداگذاری شده‌است.
در تلاشی پیوسته، لرد فارکواد برای پاکسازی منطقه تحت حکومت خود از موجودات خالی بندی جایزه تعیین می‌کند و آن‌ها را پس از جمع‌آوری به مرداب شرک تبعید می‌کند. فارکواد می‌خواهد یک پادشاه شود؛ اما چون او از تبار سلطنتی نیست، او باید با یک شاهزاده خانم ازدواج کند و تصمیم می‌گیرد که شاهزاده خانم فیونا همسر و ملکه او باشد. اما باید در ابتدا فیونا را از برج که تحت محافظت اژدها است، نجات دهد.
برای انجام دان این کار، فارکواد مسابقات انتخاب شوالیه برگزار می‌کند و برنده آن برای نجات دادن شاهزاده فیونا می‌رود. اما شرک و خر هر یک به نوبه خود و با شکست دادن شوالیه‌ها؛ موجب می‌شوند فارکواد تصمیم می‌گیرد که شرک را به جنگ اژدها بفرستد در عوض آن، موجودات افسانه‌ای را از مرداب او خالی کند و به جای اولیه که در آن زندگی می‌کنند برگرداند. شرک فیونا را نجات می‌دهد و او را به فارکواد تحویل می‌دهد. که بلافاصله فارکواد به اوپیشنهاد ازدواج می‌دهد؛ غافل از این که او با غروب آفتاب به دیو تبدیل می‌شود. شرک مراسم ازدواج را مختل می‌کند؛ و با به تأخیر انداختن یک بوسه بین شرک و فیونا باعث می‌شود که او هنگام غروب آفتاب او به شکل یک دیو درآید. به همین دلیل فارکواد فیونا را طرد و او تهدید به زندانی کردن در برج می‌کند و مدعی می‌شود که او شاه است و حکم مرگ شرک را صادر می‌کند. قبل از اتمام این سخنان اژدها وارد کاخ حفاظت شده از طریق پنجره می‌شود و فارکواد را می‌خورد و لحظاتی بعد تاج فارکواد را بیرون می‌اندازد. به نظر می‌آید فارکواد در دولاک محبوب نبوده‌است؛ وقتی که اژدها او را خورد، توسط اهالی شهر تشویق شده‌است.
فارکواد که تصور می‌شد مرده‌است تا زمانی که او به عنوان روح در استودیو یونیورسال (Universal Studios) و شرک ۳۰ دقیقه‌ای ویژه بر روی تلویزیون کانال نیکلودئون حاضر می‌شود. که در آن تلاش برای قتل شرک و خر می‌کند و به ربودن و کشتن فیونا برای اینکه فیونا ملکه روح مرده او شود. شاهزاده فیونا دوباره نجات پیدا می‌کند هنگامی که لرد فارکواد برای بار دوم توسط اژدها کشته شده‌است.
لرد فارکواد در فلش بک مرد زنجفیلی در شرک ۳ و در انتهای ۴ (فلش بک) حضور دارد.

### مادربزرگ پری (فرشته نجات)
فرشته نجات (با صدای جنیفر ساندرز) (Jennifer Saunders) فردی فرصت طلب و شخصیت منفی اصلی فیلم دوم، که براساس داستان سیندرلا طرح‌ریزی شده‌است. او به دنبال به دست آوردن بهترین‌ها برای خود و پسر او شاهزاده چارمینگ است. او اغلب متوسل به باج‌گیری و حیله‌گری را از طریق سحر و جادو برای به دست آوردن اهدافش است. او عاشق غذاخوردن است ("کسی به من غذایی سرخ شده و خوابانده شده در شکلات بدهد") و در طول بحث خود با هارولد در کالسکه در مورد شرک، می‌بینیم که هارولد رژیم غذایی او را خراب می‌کند، به‌طوری‌که او از رستوران پسر راهب چاق (Friar's Fat Boy) غذا می‌گیرد.
حباب تم اصلی شخصیت او است. وقتی او برای اولین بارکه ظاهر می‌شود؛ توسط حباب احاطه شده برای فیونا آواز می‌خواند. هنگامی که شرک با استفاده از کارت‌های فرشته نجات او را برای کمک بخواهد، او دوباره توسط یک حباب با یک پیام صوتی از او که می‌گفت: "آیا روشن است؟ ایا روشن است؟"، که یک تصویر از کلبه فرشته نجات را نشان می‌داد حاضر می‌شود. پس از این که پیام به پایان می‌رسد حباب می‌ترکد. در نهایت، زمانی که مادر تعمیدی پری می‌میرد، او به صورتی گروهی از حباب‌ها می‌ترکد. او تنها شخصیت منفی اصلی زن در سری فیلم‌های شرک (و همچنین تنها شخصیت منفی که ابتدا به عنوان مادر دوم دوم و بعد به یک شخصیت منفی تبدیل می‌شود).
فرشته نجات در فلش بک انتهای فیلم چهارم دیده می‌شود.